# Peter Schorowsky
Peter Benno Schorowsky (* 15. Juni 1964 in Hösbach; Pseudonym: Pe) ist ein deutscher Musiker und Gründungsmitglied der deutschen Rockband Böhse Onkelz.

## Leben und Karriere

### Familie
Peter Schorowsky wuchs als zweiter von vier Brüdern in einer katholischen Familie im bayerischen Hösbach auf. Nach dem Hauptschulabschluss erlernte er den Beruf des Schweißers.
Peter Schorowsky lebt mit seiner Familie in Oberägeri (Schweiz).

### Böhse Onkelz

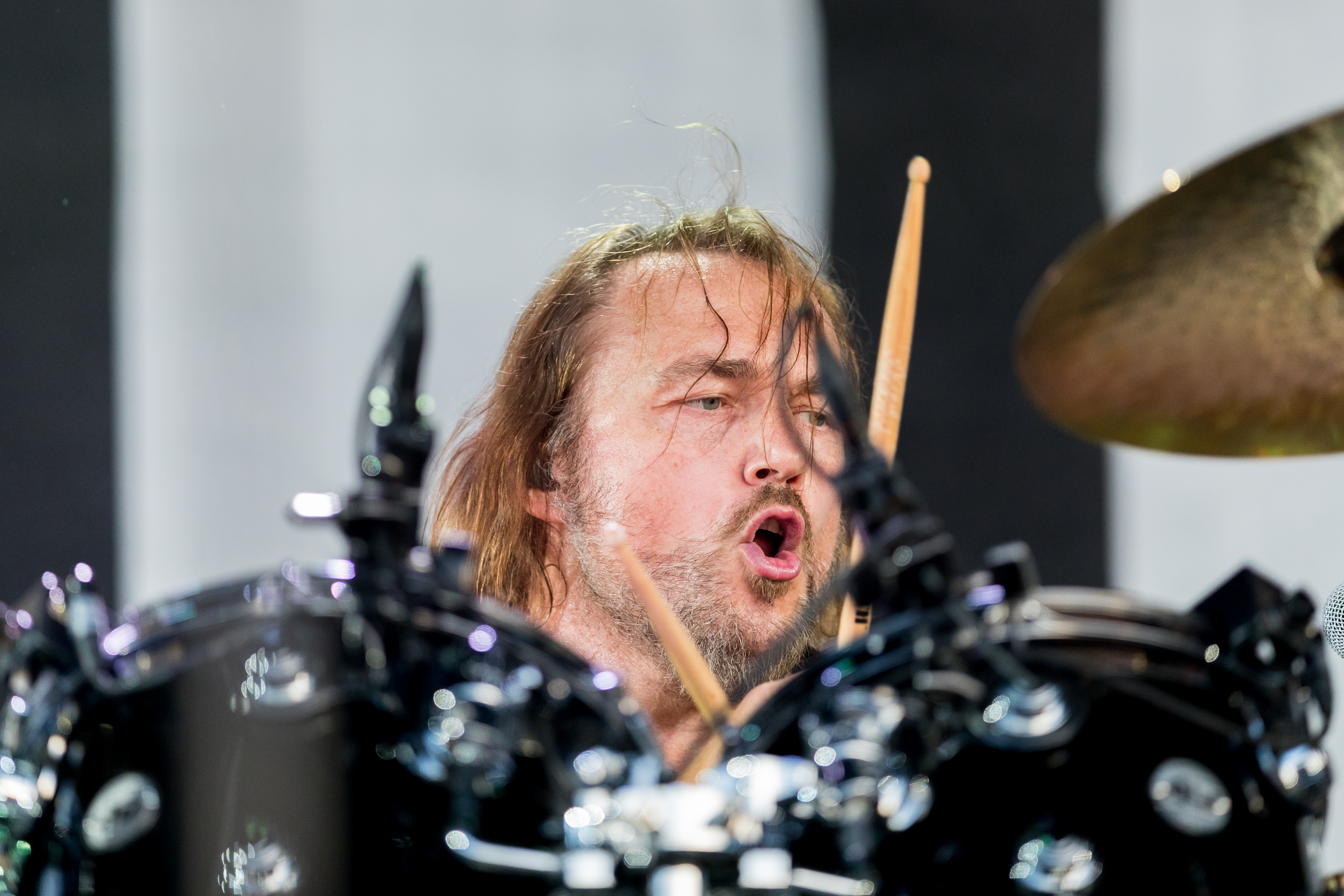
Bei einem Auftritt mit den Böhsen Onkelz (2018)

In Hösbach lernte er auch Stephan Weidner und Kevin Russell kennen, mit denen er im November 1980 die Rockband Böhse Onkelz gründete, deren Schlagzeuger er wurde. Nachdem die Band Mitte der 80er aus der Oi!-Szene ausstieg, hatten sie ab Anfang der 90er große kommerzielle Erfolge, die sich ungebrochen bis zur Auflösung der Band im Jahre 2005 hinzogen. Insgesamt schafften es sieben Alben der Band auf den ersten Platz der deutschen Albumcharts, darunter die letzten vier Studioalben.
Am 26. November 2013 gründete er zusammen mit seinem ehemaligen Bandkollegen Matthias Röhr in Günzburg die E.I.N.S. GmbH. Am 20. und 21. Juni 2014 gaben die Böhsen Onkelz auf dem Hockenheimring zwei Comeback-Konzerte unter dem Titel Nichts ist für die Ewigkeit.

## Nach den Böhsen Onkelz
2005 veröffentlichte er sein erstes Buch mit dem Namen Sophisticated: Aliens, Fliegenschiss & Mamas BH. Ende 2007 brachte er eine Mode-Kollektion unter dem Namen Sinfin-Rox in einem eigenen Webshop auf seiner Homepage in Umlauf.

### Solokarriere
Pe gab 2011 sein erstes Video-Interview nach dem Ende der Onkelz dem Online-Magazin Mindfuck Society und sprach dort über die Studioaufnahmen zu seinem ersten Solo-Album Dreck und Seelenbrokat, das Ende August 2012 erschien und auf Platz 26 in die deutschen Charts einstieg.

## Diskografie

### Studioalben
- 2012 – Dreck und Seelenbrokat (erstes Studioalbum, erschienen am 31. August 2012)

### Samplerbeiträge
- 2012 – New German Rock (Schweinekarre)
- 2013 – New German Rock 2 (Viel zu schön)
- 2014 – New German Rock 3 (Opfer)

## Werke
- 2005 – Peter Schorowsky: Sophisticated: Aliens, Fliegenschiss & Mamas BH, ISBN 3-00-016280-1.